# Grootmazig netwatje
Het grootmazig netwatje (Arcyria incarnata) is een slijmzwam uit de familie Trichiidae. Het komt voor op dood hout.

## Kenmerken

### Uiterlijke kenmerken
De Sporangia zijn gesteeld of bijna steelloos en qua vorm sub-cilindrisch of ellipsoïde. De hoogte is 1 tot 1,5 mm en de breedte 0,6 mm. De steel is breekbaar, roze tot bruin van kleur en is gevuld met sporenachtige cysten die 7 tot 20 µm breed zijn. 
Het plasmodium is wit. Voor het rijpen is het grijsviolet tot roze getint.

### Microscopische kenmerken
Het capillitium is elastisch, zeer los netwerk van lichtroze draden. De diameter is 3 tot 5 µm. Ze zijn spaarzaam en ietwat onregelmatig vertakt met hier en daar brede, geperforeerde of ringvormige uitzettingen. Ze zijn vaak gezwollen bij de oksels van de takken. De verdikkingen zijn in de vorm van scherpe tandwielen, halve ringen of stekels die in een losse spiraal zijn gerangschikt. Het heeft weinig vrije uiteinden die enigszins verdikt zijn. Het groeit aan het uiteinde van de steel en kan daar gemakkelijk worden verwijderd. Het is lichtroze getint als het vers is, maar wordt later roestbruin. In doorvallend licht lijken de elateren kleurloos tot licht vleeskleurig.
De sporen lijken roze in bulk, kleurloos in doorvallend licht. Ze zijn bedekt met fijne wratten en clusters van grotere wratten. De sporen meten 6 tot 8, soms tot 9 µm in diameter.

## Verspreiding
Het grootmazig netwatje heeft een kosmopolitisch verspreidingsgebied en komt vaak voor in Centraal-Europa. In de Alpen kan het een hoogte bereiken van 2000 m boven zeeniveau. Het komt in Nederland vrij algemeen voor.